# Leonard v. PepsiCo, Inc.
 (juin 2025).
Leonard v. PepsiCo, Inc., plus largement connue sous le nom de l'affaire Pepsi Points, est une affaire de droit des contrats américaine concernant l'offre et l'acceptation (en), jugée à New York en août 1999. Son jugement est écrit par la juge Kimba Wood.
Le début de l'affaire remonte à l'année 1996 lorsque la multinationale PepsiCo lance une campagne publicitaire dans laquelle les clients peuvent gagner, en achetant des canettes de soda, des points Pepsi (en) qui peuvent être échangés contre des objets physiques. Une publicité télévisée créée pour l'occasion montre un adolescent avec plusieurs objets à l'effigie de la marque puis le montre arrivant aux abords d'une école à bord d'un avion de chasse de type McDonnell Douglas AV-8B Harrier II, d'une valeur de plus de trente millions de dollars américains à l'époque. La publicité indique que celui-ci peut être échangé contre sept millions de points Pepsi.
Quelque temps plus tard, le plaignant, John Leonard, découvre une faille dans la campagne publicitaire, lui permettant d'acheter des points Pepsi à dix centimes le point. Ce dernier, avec l'aide d'investisseurs, rédige ainsi un chèque de plus de 700 000 dollars à la société PepsiCo afin d'obtenir sa récompense. Celle-ci refuse initialement son offre, citant la nature humoristique de la publicité. John Leonard poursuit ensuite PepsiCo en justice dans le but de faire respecter l'offre et l'acceptation perçue comme étant faite dans la publicité. Dans son jugement, la juge Kimba Wood tranche du côté de PepsiCo, notant la nature futile et improbable de l'offre.
Cette affaire pose la question de savoir si les publicités en général peuvent constituer des contrats juridiquement valables, ce à quoi le tribunal tranche en défaveur. À la suite de l'affaire, PepsiCo publie une version corrigée de la publicité, cette fois-ci valorisant l'avion de chasse à hauteur de sept-cents millions de points Pepsi.

## Contexte

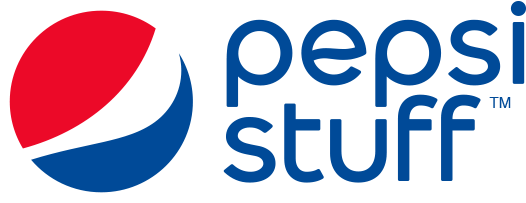
Logo de Pepsi Stuff, à la base de la campagne publicitaire permettant l'échange de points contre des récompenses.

Au milieu des années 1990, Pepsi fait face à la concurrence de Coca-Cola et cherche à attirer un public plus jeune. En mars 1996, la marque lance une campagne publicitaire nommée Pepsi Stuff (en), permettant aux clients d'accumuler des points Pepsi qui peuvent être échangés contre des objets tels que des tee-shirts, des vestes en cuir ou encore des lunettes de soleil. Ces points peuvent être gagnés grâce à l'achat de produits Pepsi, avec des étiquettes attachées directement sur les produits. La campagne est alors la plus importante de l'histoire de Pepsi. Pour annoncer la promotion, la marque commande une série de publicités télévisées, dont l'une d'elles présente un avion de chasse de type McDonnell Douglas AV-8B Harrier II généré par ordinateur à l'effigie de la marque.

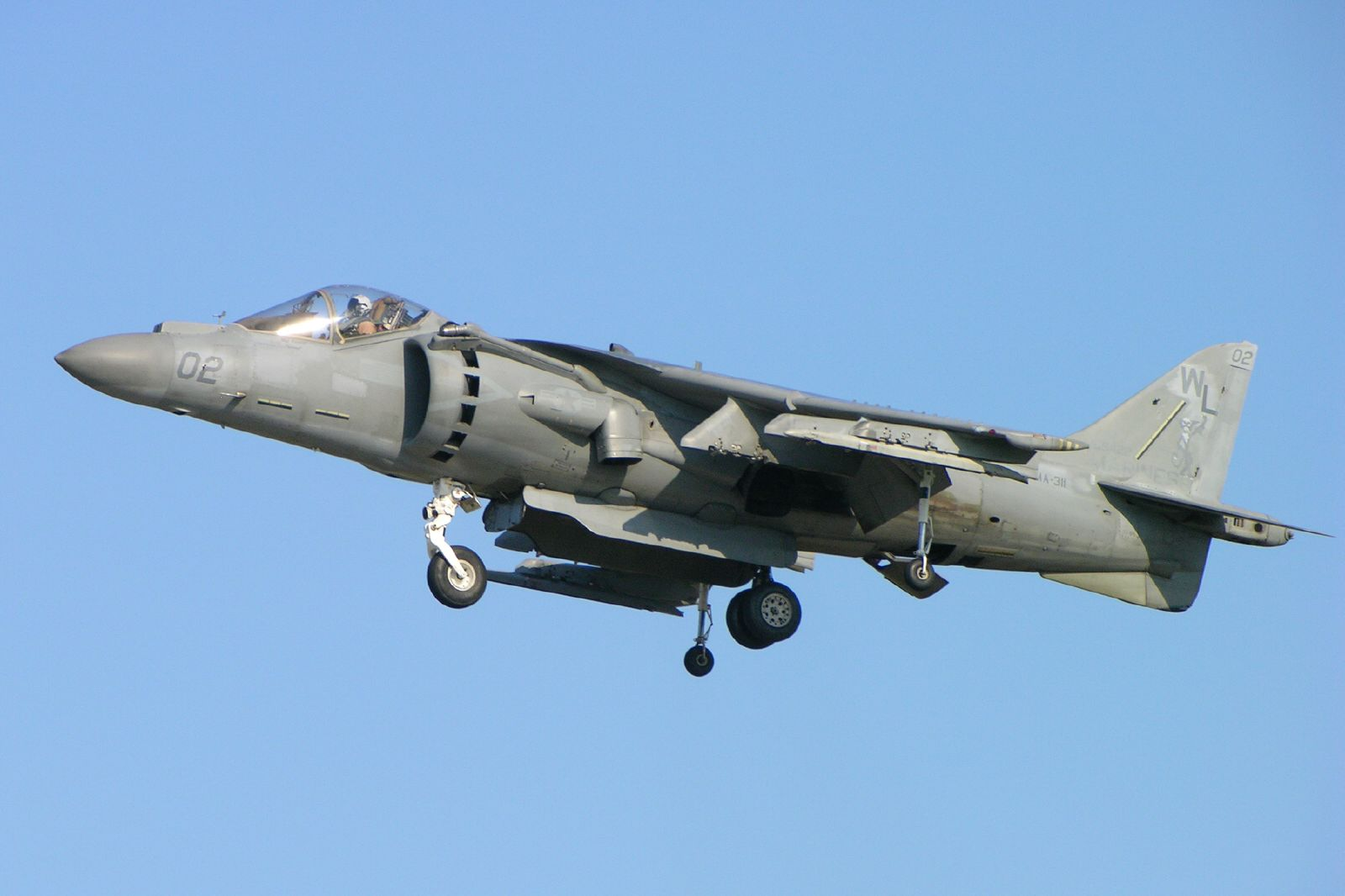
Un avion de chasse de type McDonnell Douglas AV-8B Harrier II, similaire à celui présenté dans la publicité.

La publicité, qui propose l'échange de l'avion contre sept millions de points Pepsi, attire l'attention de John Leonard, un étudiant en commerce de 21 ans,. En plus des étiquettes sur les produits, la promotion permet d'acheter directement des points Pepsi pour dix centimes le point, un détail remarqué par John Leonard, qui réussit à convaincre plusieurs investisseurs de lui prêter un total de 700 000 dollars américains. Par la suite, ce dernier envoie le chèque d'exactement 700 008,50 dollars, conformément aux règles de la promotion. Toutefois, l'offre est refusée par Pepsi, qui qualifie la publicité de « fantaisiste » et déclare que la présence de l'avion de chasse visait simplement à créer une « publicité humoristique et divertissante ».

## Procédure et jugement
La réclamation judiciaire allègue à la fois une rupture de contrat (en) et une fraude. L'affaire est entendue à New York, devant le tribunal de district des États-Unis pour le district sud de New York (en). Le défendeur, PepsiCo, demande un jugement sommaire (référé) conformément à une règle fédérale de procédure civile. Entre autres affirmations, John Leonard déclare qu'un juge fédéral est incapable de se prononcer sur la question et qu'au lieu de cela, la décision devrait être prise par un jury composé de membres de la « Pepsi Generation (en) » à qui la publicité constituerait la cible principale,.
Le tribunal, présidé par la juge Kimba Wood (en), rejette les demandes de John Leonard et refuse la requête pour plusieurs motifs, notamment :
1. Il a été constaté que la publicité mettant en vedette l'avion de chasse ne constituait pas une offre en vertu du traité juridique Restatement (Second) of Contracts (en)[1].
2. Le tribunal conclut que même si la publicité avait été une offre, aucune personne raisonnable n'aurait pu croire que l'entreprise avait sérieusement l'intention d'offrir un avion d'une valeur d'environ 37,4 millions de dollars pour 700 000 dollars, c'est-à-dire qu'il s'agissait simplement que de la poudre aux yeux[5],[1].
3. La valeur du contrat présumé signifiait qu'il tombait sous le coup des dispositions de la loi sur le statut des fraudes (en), mais l'exigence de la loi d'un accord écrit entre les parties n'était pas remplie, de sorte qu'un contrat n'avait pas été formulé[1].

En justifiant sa conclusion selon laquelle la publicité était « de toute évidence une plaisanterie » et que « l'idée de se rendre à l'école dans un avion de chasse est un fantasme exagéré d'adolescent », le tribunal fait plusieurs observations concernant la nature et le contenu de la publicité, notamment :
- « Le jeune homme présenté dans la publicité est un pilote hautement improbable, à qui on pouvait à peine confier les clés de la voiture de ses parents, encore moins à un avion du Corps des Marines des États-Unis[C 1] »[1].
- « Le commentaire de l'adolescent selon lequel piloter un avion de chasse jusqu'à l'école « bat certainement le bus » démontre une attitude incroyablement insouciante envers la difficulté relative et le danger de piloter un avion de chasse dans une zone résidentielle[C 2] »[1].
- « Aucune école ne fournirait d'espace d'atterrissage pour l'avion de chasse d'un élève, ni ne tolérerait les perturbations que l'utilisation de l'avion entraînerait[C 3] »[1].

Le tribunal déclare également que :

« À la lumière de la fonction bien documentée du Harrier Jet dans l'attaque et la destruction de cibles de surface et aériennes, la reconnaissance armée […] et la guerre anti-aérienne offensive et défensive, la représentation d'un tel avion comme moyen de se rendre à l'école le matin n'est clairement pas sérieuse même si, comme le prétend le plaignant, l'avion est susceptible d'être acquis « sous une forme qui élimine [son] potentiel d'utilisation militaire ». »

— US District Court for the Southern District of New York, 88 F. Supp. 2d 116 (S.D.N.Y. 1999)
La décision a été portée en appel devant la Cour d'appel des États-Unis pour le deuxième circuit, qui a rendu une brève opinion per curiam concluant simplement : « Nous confirmons pour l'essentiel les raisons énoncées dans l'opinion de la juge Wood ».

## Conséquences
La société PepsiCo n'a jamais encaissé le chèque, impliquant donc l'absence de cas de fraude. Par la suite, la marque Pepsi continue à diffuser la publicité, mais modifie la valeur de l'avion de chasse à sept-cents millions de points Pepsi et ajoute un avis de non-responsabilité en affichant les caractères « c'est une blague » à l'écran. De son côté, le Pentagone déclare que l'avion de chasse ne pouvait pas être vendu à des civils sans que ce dernier ne soit « démilitarisé », ce qui, dans le cas du McDonnell Douglas AV-8B Harrier II, aurait consisté à le priver de sa capacité à atterrir et à décoller verticalement.
En novembre 2022, une série documentaire sur l'affaire intitulée « Eh Pepsi ! Il est où mon avion ? » (« Pepsi, Where's My Jet? (en) ») est publiée sur la plateforme de vidéo à la demande Netflix,.

### Citations originales
1. ↑  « The callow youth featured in the commercial is a highly improbable pilot, one who could barely be trusted with the keys to his parents' car, much less the prize aircraft of the United States Marine Corps[1]. »
2. ↑  « The teenager's comment that flying a Harrier Jet to school "sure beats the bus" evinces an improbably insouciant attitude toward the relative difficulty and danger of piloting a fighter plane in a residential area[1]. »
3. ↑  « No school would provide landing space for a student's fighter jet, or condone the disruption the jet's use would cause[1]. »
4. ↑  « In light of the Harrier Jet's well-documented function in attacking and destroying surface and air targets, armed reconnaissance and air interdiction, and offensive and defensive anti-aircraft warfare, depiction of such a jet as a way to get to school in the morning is clearly not serious even if, as plaintiff contends, the jet is capable of being acquired "in a form that eliminates [its] potential for military use"[1]. »
5. ↑  « Just kidding. »

### Articles scientifiques
- (en) Ann C. Morales, « Pepsi's Harrier Jet Commercial Was Not a Binding Offer to Contract » [« La publicité du Harrier Jet de Pepsi n'était pas une offre contraignante de contrat »], Journal of the Academy of Marketing Science, New York, vol. 28, no 2,‎ 2000, p. 318-320 (lire en ligne  [PDF]).
- (en) Lindsay E. Cohen, « The Choice of a New Generation: Can an Advertisement Create a Binding Contract » [« Le choix d'une nouvelle génération : une publicité peut-elle créer un contrat contraignant ? »], Missouri Law Review, Columbia (Missouri), University of Missouri School of Law, vol. 65, no 2,‎ 2000, p. 553-569 (lire en ligne [PDF]).